# برمجيات التنقيب في البيانات
برمجيات التنقيب في البيانات هي برمجيات يستخدمها المحللون من طلبة وباحثين وخبراء من أجل استخراج المعرفة من البيانات المخزنة في مصادر متعددة ومتنوعة.

## برمجيات مجانية
برمجيات بسيطة تتميز بسهولة استخدامها وتساعد الطلبة في تعلم تحليل البيانات، والباحثين في إنجاز تجاربهم.
توجد برمجيات مجانية مفتوحة المصدر تساعد المستخدمين على أخذ نظرة عن كيفية بناء مثل هذه البرامج.

### SIPINA
قديم نسبيا، حيث تم إطلاقه على الويب سنة 1995 وهو متوفر حتى الآن. متخصص في خوارزميات شجرة القرار، لكنه يتيح أيضا بعض التقنيات الأخرى مثل k-NN، المستقبلات متعددة الطبقات، تصنيف بايز .. الخ.

مطور من طرف Ricco Rakotomalala.

رابط التحميل

### Tanagra
تم إطلاقه سنة 2003، مفتوح المصدر ويعتبر خليفة SIPINA ولكنه أكثر قوة منه. فهو موجه للتعليم المراقب وتحديدا البناء التفاعلي لأشجار القرار إضافة التجميع، وتحليل العوامل، والإحصاء، وقواعد الارتباط، واختيار ميزة وخوارزميات البناء.

مطور من طرف Ricco Rakotomalala.

رابط التحميل

### Orange
مفتوح المصدر، سهل الاستخدام ذو واجهة بسيطة بها أدوات كثيرة. ويسمح بتحديد وبناء المتغيرات، التعليم المراقب (بالإشراف) وغير المراقب، قواعد الارتباط، أشجار التصنيف والتراجع، التجميع، المصنف الافتراضي، المصنف الخطي، الانحدار اللوجستي، مصنفات البحث، مصنف بايز، المصنف العشوائي، تعلم القواعد، آلات دعم القوة الموجهة، إمكانية تجميع النتائج في مكون واحد.

مطور من طرف Bioinformatics Laboratory، كلية الحاسوب وعلوم المعلومات، جامعة ليوبليانا، سلوفينيا.

رابط التحميل

### R project
مفتوح المصدر. كان معروفا أكثر لدى الإحصائيين، وشيئا فشيئا انتشر لدى منقبي البيانات. لغة وبيئة للحوسبة الإحصائية والمخططات، ذو واجهة مبسطة تسمح بكتابة سكريبتات (سكربت ‏) من أجل تعريف مهام أو إنشاء تقنيات جديدة مع إمكانية استيراد إضافات خارجية. يوفر مجموعة واسعة من الإحصائيات مثل النمذجة الخطية وغير الخطية، الاختبارات الإحصائية الكلاسيكية، تحليل السلاسل الزمنية، التصنيف، التجميع، والتقنيات الرسومية.

مطور من طرف R Core Team.

رابط التحميل

### Weka
مفتوح المصدر يدمج عدد كبير من التقنيات، متكامل وربما يكون الأفضل بين البرامج مفتوحة المصدر، لكن يتطلب التدريب وقراءة متأنية للمستندات المرفقة.
يقترح 4 طرق لمعالجة البيانات :واجهة بسطر الأوامر، ومستكشف لمعالجة البيانات، وتطبيق لتقنيات التنقيب في البيانات المتعددة على قواعد البيانات المتعددة، وبناءات رسومية لإجراءات معالجة البيانات.
يوفر بناء المتغيرات، التعليم المراقب وغير المراقب، قواعد الارتباط.

مطور من طرف جامعة وايكاتو، نيوزيلندا.

رابط التحميل

### KNIME
يعمل مع آلة جافا الافتراضية. ذو واجهة جد تقليدية. يتطلب تهيئة مضاعفة للبيانات قبل تنفيذ خوارزمية التعلم. بإمكانه إنجاز عدة معالجات بالتوازي ويتوفر على تصنيف بايز، التجميع، قواعد الاستقراء، الشبكات العصبونية، أشجار القرار.

مطور من طرف KNIME.com AG

رابط التحميل

### AlphaMiner
يوفر مجموعة معتبرة من الوظائف التي تساعد المستخدم في استكشاف البيانات. ذو واجهة بسيطة، ويقتصر على إعداد وتهيئة البيانات لكن لديه قابلية للإضافات. من بين التقنيات التي يوفرها الارتباط، أشجار القرار، التجميع، الانحدار اللوجستي.

مطور من طرف معهد تكنولوجيا هونغ كونغ، الصين.

رابط التحميل

## برمجيات مدفوعة
برمجيات موجهة للممارسين والخبراء وتتميز على البرامج المجانية بكونها تسمح باستخدام مجموعة معتبرة من البيانات، الوصول المباشر إلى مستودعات البيانات، معالجة مسبقة للبيانات.

### RapidMiner
يعتبر خليفة YALE وذو واجهة مستوحاة من Knime. ثري وتفاعلي، يتوفر على استكشاف الأصناف، التصنيف والتراجع، وزن الخاصية، التجميع والتجزئة، الارتباط وتنقيب المجموعات، الارتباط وحساب التبعية، مطابقة التماثل، تصوير البيانات وتصوير الاستكشاف.تت

مطور من طرف محللي RapidMiner.

رابط التحميل

### SAS Enterprise Miner
يساعد، عن طريق عملية تنقيب البيانات بخمس مراحل، في تطوير نماذج وصفية وتنبؤية باستخدام عدة تقنيات مثل أشجار القرار، السلاسل الزمنية، الشبكات العصبونية، التراجع الخطي واللوجستي، تحليل التسلسلات في تصفح الويب.

مطور من طرف SAS Institute.

رابط التحميل

### SPSS IBM Modeler
أنشئ مبدئيا من أجل التخلص من تعقيدات تحويل البيانات وجعل النماذج التنبؤية المعقدة سهلة الاستخدام. النسخة الأولى تضمنت أشجار القرار والشبكات العصبونية، وكان اسمه Clementine. حاليا يوفر عدة تقنيات منها التصنيف والتقسيم وقواعد الارتباط وأشجار القرار والشبكات العصبونية ونماذج الانحدار، كما يمكن للمستخدمين توظيف لغات برمجة من أجل توسيع قدرات النمذجة فيه.

مطور من طرف IBM.

رابط التحميل

### Statistica Analyst
دمج مختلف التقنيات الإحصائية والرسوم البيانية، الشبكة العصبونية، أشجار القرار، قواعد الارتباط، تنقيب النص، ومختلف تقنيات النمذجة التنبؤية لمهام التصنيف أو الانحدار.

مطور من طرف StatSoft.

رابط التحميل

### Sisense
لديه قدرة رائعة للتعامل مع بيانات العمليات لكل من المنظمات الصغيرة أو الكبيرة النطاق. يسمح بدمج البيانات من مصادر مختلفة لبناء مستودع مشترك. يتوفر على تهيئة للبيانات، ويتيح خاصية السحب والإفلات في استخدام الأدوات وهو مناسب جدا للمستخدمين غير التقنيين.

مطور من طرف Sisense.

رابط التحميل

### Oracle Data Mining
مكون موجود في نظام إدارة قواعد البيانات لأوراكل، النسخة Enterprise Edition. يوفر التنقيب في بيانات المعاملات، والتجمعات، وحتى البيانات غير المهيكلة والبيانات المكانية. تستفيد دالاته استفادة كاملة من التوازي في قواعد البيانات لبناء النماذج وتطبيق امتيازات المستخدم ونُظم الأمان.

مطور من طرف Oracle.

رابط التحميل

### XL Miner
إضافة إكسل لتنقيب البيانات، يوفر تنظيف البيانات وتقييم القدرة التنبؤية الخاصة بنماذج معينة، وتقنيات الشبكات العصبية، وأشجار التصنيف والانحدار، والانحدار اللوجستي، والانحدار الخطي، وتصنيف بايز، والجيران الأقرب، وتحليل التمييز، وقواعد الارتباط، والتجميع.
مطور من طرف Solver.
رابط التحميل
- نظام إدارة قواعد البيانات
- مستودع البيانات
- إدارة البيانات
- نظام إدارة المستندات والسجلات الإلكترونية
- عمليات إدارة البيانات (CRUD)
- تحليل النموذج الإحصائي الأمثل
- علم آثار البيانات

1. ↑  
R، Rakotomalala. "Sipina". إريك  [لغات أخرى]‏. مؤرشف من الأصل في 20 فبراير 2019. اطلع عليه بتاريخ Novembre 26, 2018. {{استشهاد ويب}}: تحقق من التاريخ في: |تاريخ الوصول= (مساعدة)صيانة الاستشهاد: علامات ترقيم زائدة (link)
2. ↑  
R، Rakotomalala. "ricco". إريك  [لغات أخرى]‏. مؤرشف من الأصل في 6 فبراير 2019. اطلع عليه بتاريخ Novembre 26, 2018. {{استشهاد ويب}}: تحقق من التاريخ في: |تاريخ الوصول= (مساعدة)صيانة الاستشهاد: علامات ترقيم زائدة (link)
3. ↑  
R، Rakotomalala. "Tanagra". إريك  [لغات أخرى]‏. مؤرشف من الأصل في 26 فبراير 2019. اطلع عليه بتاريخ Novembre 26, 2018. {{استشهاد ويب}}: تحقق من التاريخ في: |تاريخ الوصول= (مساعدة)صيانة الاستشهاد: علامات ترقيم زائدة (link)
4. ↑  Blaz Zupan، Janez Demsar (2008). Open-source Tools for Data Mining (PDF). Ljubljana: Elsevier Saunders. مؤرشف من الأصل (PDF) في 21 سبتمبر 2017. اطلع عليه بتاريخ 29/11/2018. {{استشهاد بكتاب}}: تحقق من التاريخ في: |تاريخ الوصول= (مساعدة) و|موقع= تُجوهل (مساعدة)
5. ↑  "Team". KNIME. مؤرشف من الأصل في 11 أغسطس 2019. اطلع عليه بتاريخ 29/11/2018. {{استشهاد ويب}}: تحقق من التاريخ في: |تاريخ الوصول= (مساعدة)
6. ↑  "SAS Entreprise Miner". SAS. مؤرشف من الأصل في 28 مارس 2019. اطلع عليه بتاريخ 30/11/2018. {{استشهاد ويب}}: تحقق من التاريخ في: |تاريخ الوصول= (مساعدة)
7. ↑  "Oracle Data Mining". Oracle. مؤرشف من الأصل في 2019-06-15. اطلع عليه بتاريخ 03/12/2018. {{استشهاد ويب}}: تحقق من التاريخ في: |تاريخ الوصول= (مساعدة)